# Joe B. Mauldin
Joseph Benson Mauldin, Jr. (Lubbock (Texas), 8 de julio de 1941 – Nashville, 7 de febrero de 2015) fue un bajista, compositor e ingeniero musical estadounidense, que fue conocido especialmente por ser el bajista de uno de los grupos pioneros del rock and roll, the Crickets. Mauldin inicialmente tocó tanto en el bajo como la guitarra Fender Precision Bass. Después de muchos años militando en los Crickets, se volcó en la ingeniería sonora en Gold Star Studios, el estudio de Los Ángeles que se formó en una factoría de éxitos con Phil Spector, Brian Wilson, y otros grandes productores de los 60.

## Biografía
Mauldin nació en Lubbock (Texas). Cuando tenía cuatro años, sus padres se divorciaron. Durante ese tiempo en Lubbock Junior High, aprendió a tocar el piano, la trompeta y la guitarra eléctrica. El primer grupo en el que tocó fue en 1955, en un grupo de su Lubbock natal llamado Four Teens y parece haber grabado con esta banda (que incluía al artista Terry Noland) en Dallas. Posteriormente, fue uno de los miembros fundadores de the Crickets, junto a Buddy Holly, el batería Jerry Allison y el guitarrista Niki Sullivan.  Después de la muerte de Holly en 1959, Mauldin estuvo entrando y saliendo como un Cricket original con J.I. Allison, Sonny Curtis, Glen D. Hardin, y ocasionalmente Niki Sullivan.
Mauldin fue incluido en el Paseo de la Fama del Oeste de Texas en Lubbock y en el Salón de la Fama y Museo de los Músicos en Nashville, Tennessee, como un Grillo original. En 2012, fue incluido en el Salón de la Fama del Rock and Roll como miembro original de los Crickets por un comité especial que corrigió el error de no incluir a los Crickets con Buddy Holly cuando fue incluido por primera vez en 1986.
Mauldin murió de cáncer en Nashville el 7 de febrero de 2015 a la edad de 74 años.